# جون فوستر (لاعب كريكت)
جون فوستر (2 نوفمبر 1955 في المملكة المتحدة - ) (بالإنجليزية: John Foster)‏ هو لاعب كريكت بريطاني. لعب مع نادي مقاطعة شروبشاير للكريكت ‏.

## وصلات خارجية
- جون فوستر على موقع إي آس بي آن كريك إنفو (الإنجليزية)